# Luis Regueiro
Luis Regueiro (1 de julho de 1908 - 6 de dezembro de 1995) foi um futebolista espanhol. Ele competiu na Copa do Mundo FIFA de 1934, sediada na Itália, na qual a seleção de seu país terminou na quinta colocação dentre os 16 participantes.